# István Jónyer

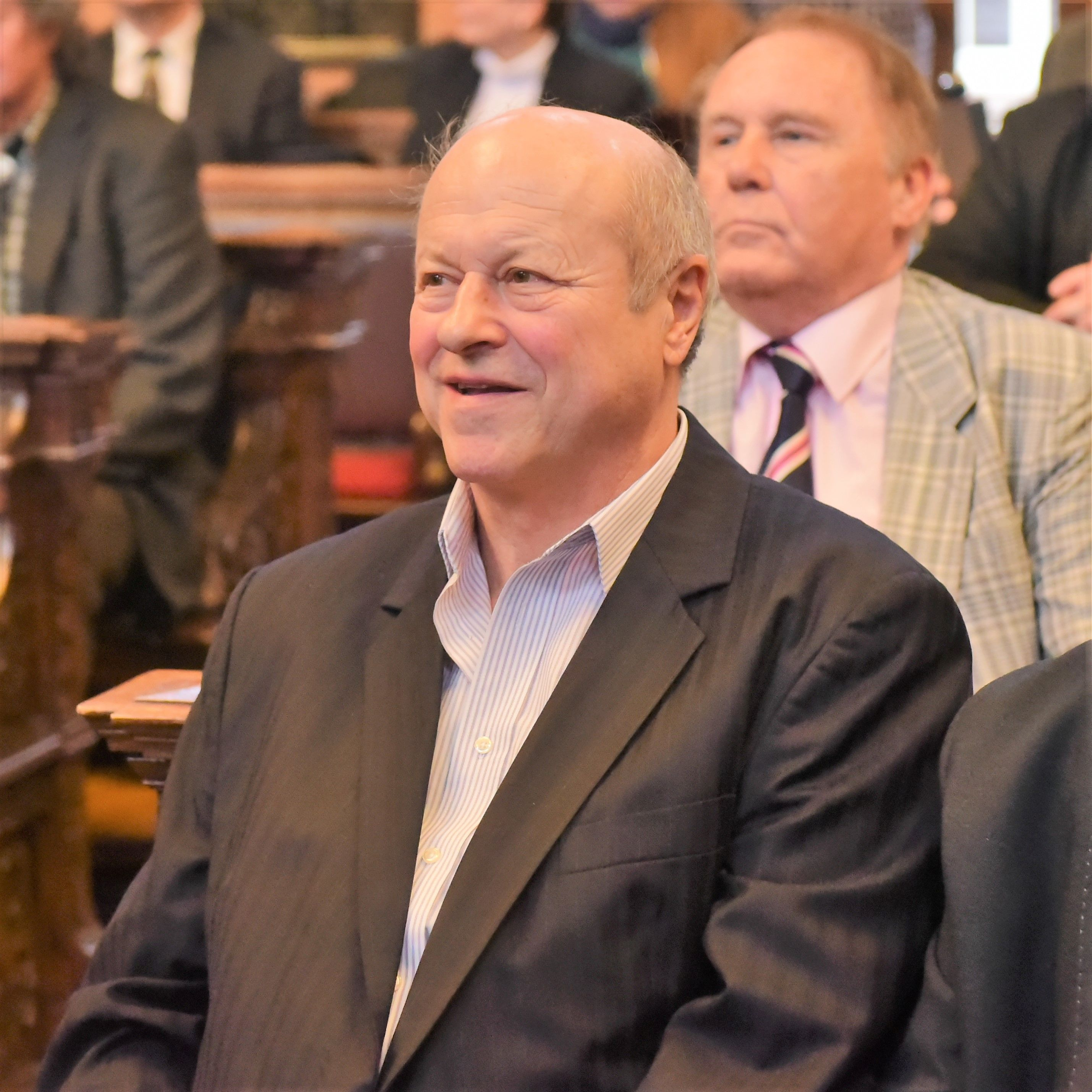
István Jónyer in 2019

István Jónyer (Miskolc, 4 augustus 1950) is een Hongaars tafeltennisser. Na in 1971 en 1974 de Europa Top-12 gewonnen te hebben, werd hij in 1975 tevens wereldkampioen enkelspel.

## Biografisch
In de WK-finale van 1975 kwam Jónyer uit tegen Anton Stipančić, die hij al een grote titel door de neus boorde tijdens de finale van de Europa Top-12 in 1971. De Joegoslaaf nam ditmaal een 2-0-voorsprong en was daarmee één game verwijderd van de wereldtitel enkelspel. Toch kwam Jónyer terug tot 2-2 en kroonde zich vervolgens in de beslissende game tot wereldkampioen, als zesde en laatste Hongaar in de 20e eeuw (in het enkelspel). Voor Jónyer was het de derde wereldtitel, nadat hij zowel in 1971 (met Tibor Klampár) als eveneens in 1975 (met Gábor Gergely) het mondiale kampioenschap in het dubbelspel won. De eerste keer versloegen ze de Chinezen Zhuang Zedong en Liang Geliang in de finale, de tweede keer het Joegoslavische duo Anton Stipančić/Dragutin Šurbek. Er kwam nog een vierde WK-titel bij in 1979, toen Jónyer met Hongarije het toernooi voor landenteams op zijn naam schreef.
Jónyer speelde in clubverband competitie voor achtereenvolgens Budapesti Spartacus, TTC Modica (Italië), TTC Stockerau (Oostenrijk), SV Bonlanden en SV Salamander Kornwestheim 1894 (beide uit Duitsland).

## Erelijst
Belangrijkste resultaten:
- Wereldkampioen enkelspel 1975
- Wereldkampioen dubbelspel 1971 (met Tibor Klampár) en 1975 (met Gábor Gergely)
- Wereldkampioen landenploegen 1979 (met Hongarije)
- Winnaar Europa Top-12 1971 en 1974
- Zilver op de Europese kampioenschappen enkelspel 1972 en 1978
- Europese kampioen dubbelspel 1972 (met Péter Rózsás) en 1974 (met Tibor Klampár)
- Europese kampioen landenploegen 1978 en 1982 (met Hongarije)
- Hongaars kampioen 1968, 1970, 1974, 1975, 1977 en 1978